# Troy (Karolina Południowa)
Troy – miasto w Stanach Zjednoczonych, w stanie Karolina Południowa, w hrabstwie Greenwood.